# De Havilland Goblin
de Havilland Goblin (även känd som Halford H-1) var en brittisk jetmotor konstruerad av Frank Halford och tillverkad av de Havilland. Goblin användes i de två första av prototyperna av Gloster Meteor på grund av Rovers problem att tillverka Rover W.2B/23. Den har därefter använts i flera andra flygplan som de Havilland Vampire, Fiat G.80 och Saab 21R. Goblin användes som förebild för den större och kraftfullare motorn de Havilland Ghost.
Motorn började konstrueras av Frank Halford i april 1941 baserad på Frank Whittles patent. Halford förenklade Whittles design genom att separera kompressor och turbin. Därigenom kunde han använda genomströmsbrännkammare i stället för motströmsbrännkammare. Den första provkörningen ägde rum 13 april 1942. Den flög första gången 5 mars 1943 i den första prototypen av Gloster Meteor och därefter 26 september samma år i den första prototypen av de Havilland Vampire. Ungefär samtidigt köpte de Havilland upp Hallfords företag och gjorde honom till chef för de Havillands motordivision. I juli 1943 skickades en Goblin-motor till USA där den användes i prototypen av Lockheed P-80 Shooting Star. Det var tänkt att Allis-Chalmers skulle tillverka motorn på licens, men de drabbades av problem och fördröjningar varför Allison J33 valdes i stället. Efter krigsslutet minskade behovet av nya flygplan och motorer och Goblin-motorer kunde därför börja exporteras för att hjälpa Storbritanniens ekonomi som drabbats hårt av kriget. Den första exportkunden var Sverige som använde Goblin-motorn för att konvertera Saab 21 till jetdrift. Resultatet Saab 21R blev nästan 45% snabbare än föregångaren. En annan exportkund var Italien där Goblin användes som motor i de första prototyperna av Fiat G.80.

## Varianter
- Goblin I – 12,0 kN dragkraft.
- Goblin II (RM 1) – 13,6 kN dragkraft.
- Goblin III (RM 2) – 14,9 kN dragkraft.
- Goblin IV – 16,7 kN dragkraft.